# Farmingdale (condado de Kennebec)
Farmingdale es un lugar designado por el censo ubicado en el condado de Kennebec en el estado estadounidense de Maine. En el Censo de 2010 tenía una población de 1.970 habitantes y una densidad poblacional de 293,79 personas por km².

## Geografía
Farmingdale se encuentra ubicado en las coordenadas 44°15′5″N 69°47′4″O / 44.25139, -69.78444. Según la Oficina del Censo de los Estados Unidos, Farmingdale tiene una superficie total de 6.71 km², de la cual 6.17 km² corresponden a tierra firme y (7.92%) 0.53 km² es agua.

## Demografía
Según el censo de 2010, había 1.970 personas residiendo en Farmingdale. La densidad de población era de 293,79 hab./km². De los 1.970 habitantes, Farmingdale estaba compuesto por el 95.43% blancos, el 0.86% eran afroamericanos, el 0.3% eran amerindios, el 1.12% eran asiáticos, el 0.05% eran isleños del Pacífico, el 0.51% eran de otras razas y el 1.73% pertenecían a dos o más razas. Del total de la población el 1.78% eran hispanos o latinos de cualquier raza.